# Figurer fra Kingdom Hearts
Kingdom Hearts er en action-rollespilsserie udviklet og udgivet af Square Enix. Serien er resultatet af et samarbejde mellem Square og Disney Interactive Studios, hvilket også kan ses på figurene i spillene. Serien indeholder blandt andet en blanding mellem Disney og Final Fantasy figurer, samt en række nye figurer udviklet af Tetsuya Nomura.

## Hovedpersoner

### Sora
Sora er en 14-15 årig dreng, der har mange bekymringer, men han klarer altid at holde en positiv stemning. Til tider virker han en smule uintelligent, men han har en stærk fornemmelse for retfærdighed. Han lever for de simple glæder ved livet, at nyde ting som solnedgangen og at spise en is, og han elsker sine venner højere end alt andet. Han skubber sig selv til den yderste grænse, for at beskytte dem fra farer. Sora har altid været meget åben omkring sine følelser. Han er den, der er blevet udvalgt til at bære The Key Blade og bekæmpe Heartless (de hjerteløse). Det var Sora, der bekæmpede Xehanorts Heartless (som kaldte sig selv Ansem) og bragte hans plan om at besætte alle verdener med ondskab til ende. Men Sora forsatte sin rejse ud for at lede efter Riku og Kong Mickey, som var fanget bag The Door to Darkness. Denne rejse tog ham til Castle Oblivion, og dér troede han, at han blev genforenet med en ven kaldet Naminé. Men det var en fælde lagt af Organization XIII. Igennem hele Kingdom Hearts II søger han efter Riku og Kong Mickey og bekæmper Organization XIII.
Haley Joel Osment lægger stemme til Sora i den engelske version og Miyu Irino i den japanske.

### Roxas
Roxas er Soras Nobody. Han har selv været med i Organization XIII, hvor han var sammen med en masse andre Nobodyes. Han finder sammen med tre andre venner, og sammen finder de altid på en ny sjov eller prøvende opgave. Men morskaber forsvinder snart, for The Ordanization XIII vil have at han skal følge med dem, men det tilbud afslog Roxas og han får flere og flere problemer. Til sidst vil han have svar på side spørgsmål, og han ender med at finde Sora.

### Kairi
Kairi er en 14-15 årig pige som ankom til Destiny Islands, hvor Sora og Riku boede, nogle få år før Sora blev kastet ud i eventyret. Hun er normalt stille og rolig og hun har et stærkt, rent hjerte. Hun er også en af de 7 Princesses of Heart, som kan åbne Kingdom Hearts. Da Destiny Islands blev ødelagt af Heartless, mistede Kairi sit hjerte, som tog bo i Soras hjerte i stedet. I Hollow Bastion befriede Sora Kairis hjerte ved at ofre sig selv, og han blev en Heartless. Men Kairis følelser for Sora gjorde det muligt at gøre ham normal igen. Til sidst i Kingdom Hearts I kan Kairi vende tilbage til Destiny Islands, men hun bliver skilt fra Riku og Sora.
I Kingdom Hearts II bliver hun kidnappet af Axel til Twilight Town. Der blev hun så kidnappet af Saïx, som tog hende med til The World that Never Was. Axel formål med at kidnappe hende var at vække Roxas' sind. Roxas var den eneste ven, som Axel nogensinde havde haft. Men Saïx kidnappede hende for at kontrollere Sora og samle flere hjerter til Xemnas. Hun bærer, blandt andet i slutningen af spillet, en Key Blade lavet af blomster.
Hayden Panettiere lægger den engelske stemme, og Pisa Uchida den japanske.

### Riku
Riku er en 15-16 årig dreng, der måske ser ganske cool og fattet ud, men i virkeligheden er han langt fra den stille type. Han var oprindeligt altid bekymret for det ukendte, men så begyndte han at sætte spørgsmål om den lille, lukkede verden, han boede i. Riku drømmer om at se andre verdener, så han forlod øerne blot for at blive opslugt af ondskab. Han har et stærkt behov for at høre til et sted, og dét gør ham sårbar. Han er bange for, at folk, han elsker, ikke behøver ham mere. Riku vil gøre alt for at forhindre det, selv hvis det betyder, at han skal kontrollere dem. Følelser som jalousi og vrede kommer i vejen for hans bedømmelse af, hvad der er godt og ondt, men følelserne hjælper ham og hans kræfter. Han er blevet ændret, efter Xehanorts Heartless fortalte ham, at han ville drukne i ondskab og mørke. Riku tog kontrol over sit liv, og det stoppede ham for en tid. Nu finder han moralsk støtte fra Kong Mickey. Han er Soras bedste ven og største rival; de skubber hinanden til grænsen. I Kingdom Hearts II hjælper Riku, sammen med DiZ, Sora med at finde sine ægte minder.
Efter Sora vågner af sin dvale, rejser Riku i verdenerne og undersøger Organization XIII. Altimens giver Riku Sora støtte i det skjulte, han gemmer sig for Sora og taler ikke med hans venner, og han går så langt til selv at klæde sig som et medlem af Organization XIII for at holde Soras mistanke nede. Riku må overgive sig selv helt til det onde før han kan bekæmpe Roxas og hjælpe Sora. Det gør han ved at tage skikkelse af Xehanorts Heartless, Ansem. Riku skammer sig over at dette skete, så han ignorere sine venner. King Mickey vidste det, men fik Riku til at love ikke at sige noget til Sora. Spilleren finder først ud af dette i The World that Never Was, da den frelste Kairi fornemmer at hendes redningsmand er Riku, og ikke Xehanorts Heartless, og hun fjerner hans kutte og afslører den rigtige Riku. Riku bliver til sidst genforenet med sine venner, og de kæmper sammen imod Organization XIII og for at komme hjem. I Kingdom Hearts II er Riku, efter han har fået sit gamle udseende tilbage, en af Soras party menbers i The World that Never. Når Sora kommer i farer bliver han spilbar for et øjeblik. Han kan også udføre kraftfulde angreb sammen med Sora.
David Gallagher lægger den engelske stemme, og Mamoru Miyano den japanske.

### Terra
Terra er en mand med mørkebrunt hår og gule øjne. Han er en af Ridderne i den hemmelige slutning i Kingdom Hearts 2, og dens Final Mix fortsættelse. Han er den hemmelige boss i Kingdom Hearts 2 Final Mix og er blevet kendt som den sværeste boss Kingdom Hearts Historie. Hans våben er en blålig bred Keyblade, som han kan forvandle til en form for motorcykel og bruge til at sørge for, at Sora enten ikke kan angribe eller også bruge magi og meget mere. I scenen hvor Sora møder ham siger han blandt andet: "Aqua, ven (Han får øje på Sora.) Vi har mødtes før, det var dengang da... Nej. Det er ikke dig vi har valgt, Xe..ha..nort er det dig? Xeha...nort Xehanort!" (Og kampen begynder.) Ved at vinde siger han: "Du er ikke Xehanort... Kraften jeg følte i dig er..."
Hans "boss musik" er kaldet "Rage Awakened." (Vækket vrede.)
Terra er/kommer med i Kingdom Hearts Birth by Sleep som en af de personer man kan spille.

## Organization XIII
De første seks medlemmer af Organization XIII er Ansem the Wise's assistenters Nobodyer, som deltog i hans eksperimenter med hjertet. Assistenterne og Ansem byggede en undergrunds base under Radiant Garden hvor de lavede forsøg med hjertet og forskellige test genstande. Efter at have talt med den rejste King Mickey, så Ansem udødeligheden i det han var i gang med og det stoppede hans involvering med hjertet. Assistenterne og deres leder Xehanorth havde ikke den samme morale som Ansem og fortsatte deres eksperimenter. Dette blev hurtigt en tragedie og skabelsen af assistenternes Nobodyer. Xemnas, Xehanorths Nobody, blev den "Overlegne" og grundlagde Organization XIII

### I Xemnas
Xemnas er den overordnede og lederen af Organization XIII og er Nobodien af Xehanort.
Navnet er et anagram af Ansem, eftersom at Xehanort forviste den ægte Ansem til en anden dimension, og tog hans læremesters navn til sig.
Han kontrollere elementet Nothingness (Intetheden) og kæmper med Aerial Blades og andre våben.
Hans første scene i serien er i spillet Kingdom Hearts Final Mix (som kun udkom i Japan) hvor Sora og Co. mødte ham i Hollow Bastion og han udfordrede Sora til en test af hans styrke og sagde mystiske ord til ham "You look like him" (Du ligner ham.) "It means you are not complete" (Det betyder du ikke er komplet.) og "I am a mere shell" (Jeg er en ren skal.)
I Kingdom Hearts 2 samler han hjerter til Kingdom Hearts for at kunne blive komplet igen og få guddommelige kræfter.
I en ny scene i Kingdom Hearts Final Mix ser man Xemnas komme frem i "Ansems Study" hvor han sætter en special CD i Ansems Computer og skriver nogle kodeord, tager bagefter sin CD igen og går ned til "Heartless Manufactory" hvor der dukker en hemmelig gang op ad jorden, som Xemnas går ned i. Han går ned af en lang trappe mens han tænker på et skænderi med Ansem The Wise. Da Xemnas når ned til bunden går han ind i "The Room of Sleep" (Sovekammeret.) Han sætter sig i en stol og begynder at tale med en blå rusting på gulvet "It's been a long time... Friend" (Det er længe siden... Min ven.) (Den blå rustning tilhøre Aqua fra den hemmelige slutning i Kingdom Hearts 2.)
Xemnas er et af de få medlemmer med sit eget Tema: Dissapeared, Fight to the Death og Darkness of the Unknown.
De andre medlemmer er Marluxia og Roxas.

### II Xigbar
Xigbar er medlem nr. 2 i Organization XIII. Han kontrollerer elementet Space (Rum) og kan derfor også styre tyngdekraften. Hans originale jeg var Ansem the Wise's lærling Braig, Fejl oversat til Bleig i den Nord Amerikanske version af spillet.
Han kæmper med en slags pistoler som han kan sammen sætte til en Sniper riffel (I den nordamerikanske og europæiske version af spillet dette var censureret, fordi det lignede et ægte våben for meget.)
Hans første optræden var i Hollow Bastion, hvor han forvirrede Sora ved at tale om Roxas.
Senere dukker han op i Land of the Dragons (en verden baseret på Mulan) hvor han forvandlede en drage til en Heartless. i hans sidste scene begynder han at tale om andre Keyblade Masters (Nøglebærer.)
I Kingdom Hearts 2 Final Mix+ i en tilføjede scene taler han med Zexion om Xehanorts minder og det nye hovedkvarter (Castle Oblivion.)

### III Xaldin
Xaldin er det medlem af Organisation XIII som kommer efter Udyret (Beauty and the Beast). Han fodrer Udyret med vrede, og gør ham uimodtagelig for Belle, Sora, Donald og Goofys venskab. Det ender dog med, at Sora gør det af med Xaldin med hjælp fra Udyret og får freden tilbage til slottet.

### IV Vexen
Vexen er det 4. Medlem af Organization XIII. Hans originale jeg var Even.
Vexen er Organisationens Fysiker og elsker at eksperimentere med ting. Han kontrollerer elementet Ice (Is)og bruger et skjold i kamp.
I Kingdom Hearts Chain of Memories (til Game Boy Advence), skabte han en klon af Riku (Riku Replica.) hvis mission var at dræbe Sora så Marluxia ikke kunne overtage Organisationen.
Men da klonen ikke ville lystre beordrede Marluxia at Vexen selv skulle gøre det af med Sora, Vexen lystrede og lokkede Sora ind i Twilight Town, hvor Sora følte sig bekendt. Vexen dukkede op og spurgte om hvad der var mest sandt til ham Twilight Town eller hans minder med Naminé, han lavede den sidste fejl ved at komme til at sige "You´r no keblade master, no master of anything-just a slave to twisted memories. Just like my Riku. You´r not fit to exist." (Du er ingen Nøgle mester, ingen helt af noget, kun en slave af forvrængte minder. Ligesom MIN Riku. Du er ikke værdig nok til at eksistere.) hvilket gjorde Sora vred og Vexen var fortabt, han prøvede at redde sig selv ved at afsløre Roxas til ham men Axel kom frem og dræbte Vexen af ordre fra Marluxia.
I Reverse Rebirth Riku´s version af Chain of Memories tester Vexen Riku for at få data til hans klon.
I kampen mod Vexen i Kingdom Hearts 2 Final Mix+ Samler han data af Sora gennem hele kampen, for at lave en kopi af ham.

### V Lexaeus
Lexaeus er det femte medlem af Organisationen. Hans originale jeg var Aeleus, fejl oversat til Eleus i den Nord Amerikanske version af spillet. Han er mester over elementet Earth (Jord/Klippe) og går rundt med en kæmpe Tomahawk. Han er et af to medlemmer som kun er med i Rikus historie.
Efter Vexens død var han det medlem som kom og fortalte det til Zexion. Vexen var besejret af Sora selvom han var overtaget af falske minder, der besluttede de at hvis Marluxia får lyset (Sora) Så skal de bare bruge mørket (Riku) for at stoppe dem.
Lexaeus konfronterede Riku med mørkets kræfter for at fange ham, men da han tabte og døde bad han Zexion om tilgivelse. (Ikke i original version men alle senere versioner.)
I hans Kingdom Hearts 2 Final Mix kamp stiger hans styrke gennem hele kampen.

### VI Zexion
Zexion er det 6. medlem af Organisationen. hans originale jeg var Ienzo. Han styre elementet Illusion, og som våben bruger han en bog kaldet "Lexicon." Han er et af de to medlemmer som kun er i Rikus historie.
Han kan identificere personer på deres Aura, og var den som fortalte til Vexen og Lexaeus at Riku var i slottet. Han undgår helst at gøre det beskidte arbejde selv, og foretrækker at styre alting Backstage. Men med Vexen og Lexaeus' død var han tvunget i Aktion, og lokkede Riku ind til hans gamle hjem. (Destiny Islands.) Hvor han fortalte at Riku var skyld i at øerne blev slugt ind i mørket og tvang ham i kamp mod en Darkside hvilken han fortalte var Riku selv. Efter kampen fandt Riku Sora, men Sora var ikke glad for at se ham og angreb Riku, og til sidst opslugte ham med lyset. Inde i lysets kerne kom Kairi (Naminé i forklædning.) og overtalte ham til at lade mørket ind i ham da det ville gøre ham stærkere og kunne redde ham. Riku gjorde det og slog et slag ind midt i lyset, han ramte Sora som i virkeligheden var Zexion i forklædning. Zexion stak af fra Riku men havnede i kløerne hos Axel som havde fået Riku Replica til at stole på ham. Han beordrede Replicaen at dræbe Zexion hvilket den gjorde.
I Kingdom Hearts RE: Chain of Memories. Det er muligt at kæmpe mod Zexion. Han stjæler nogle af Rikus kort og angriber ham med dem.
I hans Kingdom Hearts 2 Final Mix kamp, suger han Sora og venner ind i sin bog.

### VII Saïx
Saïx er det 7. medlem af Organisationen. Han bruger elementet Moon (Måne) og en Claymore som våben.
På trods af hans rang er han respekteret som var han nummer 2. Og sjovt nok er han også det næstsidste medlem der dør. Han virker stille og rolig gennem det meste af historien, men dette er kun for at skjule hans sande jeg.
Han dukker først op for Sora i Twilight Town, hvor han fortæller ham at Axel vil gøre hvad han kan for at forvandle ham til en Heartless. Senere i Hollow Bastion fortæller han Sora organisationens sande mål. At bruge de hjerter Heartlessne taber i kamp til at skabe et Kingdom Hearts, til at blive hele igen.

### VIII Axel
Axel er det 8. medlem af Organisationen. Han bruger elementet Fire (Ild) og 2 Chakrams i kamp. Han er Roxas' bedste "ven".
Chain of Memories:
Axel dukker først frem for Sora midt i en samtale med Marluxia, som giver ham et kort og spørger om han måske vil teste ham hvilket han siger ja til. Efter kampen fortæller han Sora om de skjulte minder inde i ens hjerte. Senere da Larxene spørger ham om hvad der er så fascinerende ved Sora, svare han bare at han blev en Heartless, men alligevel er han her stadig, kun en mand har tidligere gjort det.
Da Vexen kommer for at teste sit nye eksperiment giver Axel ham et kort. Da Vexen senere lokker Sora ind teilight Town beordre Marluxia Axel at dræbe deres foræder. (Vexen) Han gør sit arbejde med at dræbe Vexen for øjnene af Sor. Sora spørger hvad de er for mennesker, Axel svare bare "Gid jeg kendte svaret på det selv." Da han kommer til bage til de andre glæder de sig over at have fået et ekstra medlem til deres plan. Men da de gik deres vej lod Axel Naminé fri så hun kunne redde Sora. Marluxia blev vred på Axel og kaldte ham foræder. "Foræder? Det tror jeg nu ikke, var det ikke din plan at brug Naminé til at ændre Sora minder så du kunne overtage Organisationen, for det ville gøre dig til foræderen Marluxia, ikke mig." Axel skal til at udrydde Marluxia, da Sora kommer ind og kæmper mod ham. Efter kampen stikker Axel af med ordene "Det var vist alligevel godt jeg redde dig."
Senere finder han Riku Replica, gå hvileløst rundt inde i slottet, så han tager ham med til kælderen hvor han får ham til at dræbe Zexion.
Kingdom Hearts 2:
På Roxas fjerde dag, midt i turneringen dukker Axel op, og vil have Roxas med hjem, men fejler da DIZ dukker op.
Xemnas og Xaldin, giver Axel ordre til at udrydde Roxas ligesom alle de andre foræderer, ellers vil han blive forvandlet til en Dusk. Han dukker op for Roxas på den sjette dag for at gøre arbejdet færdigt, men tiden går i stå og går først i gang igen da Roxas er forsvundet. Axel acceptere sin ordre og kæmper endnu en kamp imod Roxas denne gang på liv og død men taber og stikker af ved at lade som om han dør. Senere på "Sunset Hill" dukker Riku op med Naminé, han overlader hende til Axel, fordi han skylder dem det. Efter det holdt han sig for sig selv, for at planlægge hvordan han kan møde Roxas igen. Han kidnapper Kairi for at gøre Sora til en Heartless så han kan se Roxas igen. Men hun stikker af, Senere dukker han op for Sora og CO. for at forklare hvad Organizationen er ude på, men bliver stoppet af Saïx. Han stikker af men bliver til sidst fundet af Saïx og får den maximale straf for forædderi. (Denne scene er kun beskrevet i Kingdom Hearts 2 Novellerne.) Efter det kommer han frem og redder Sora fra en masse Nobodies i "Betwixt & Between" men der er for mange så han laver et Kamikaze angreb og udrydder Nobodierne. Han fortæller Sora sandheden om hvorfor han kidnappede Kairi imens han svinder hen og brænder ud.
I Kingdom Hearts 2 Final Mix: Siger Xemnas i en ny scene at Axels død er skyld i Soras møde med Roxas.

### IX Demyx
Demyx er det 9. medlem af Organizationen. Han styre elementet Water (Vand) og hans våben er en Sitar.
Demyx er nok det mest barnlige af medlemmerne, og lader folk tro han er en elendig kriger.
Sora og Co. mødte ham i Underverdenen hvor han løb væk fra Hades efter et mislykkedes forsøg på at gøre ham til en heartless og Nobody. Han vidste nu at for at kunne kæmpe i Underverdenen måtte han have fat på Olympus stenen, så han "stjal" den og gik ned i Underverdenens dybeste kældre. Der opdagede han først Sora og Co. Og troede det var Roxas, men ingen reaktion fra Sora så Demyx gik til sin mission som sagde følgende, "Hvis Objektet ikke reagere brug da aggression til at frigøre hans sande identitet." Han fejlede og stak af men tabte Olympus stenen, som de tog han dukkede hurtigt op igen for at fortælle noget om Zexions silhuet, men forsvandt med det samme.
Senere dukker han op i Hollow Bastion, hvor han prøver at gå forsigtigt til Sora og Co. men de lytter ikke efter og til bliver Demyx nødt til at kæmpe så han kalder Sora foræder og viser, at han i virkeligheden godt kan kæmpe, men fejler og dør.

### X Luxord
Luxord er det 10. medlem af organisationen. Han bruger elementet Time (Tid) og hans våben er et deck spillekort og 2 terninger.
Han dukker først op for Sora og Co. i Port Royal, hvor han sender en Heartless på dem, for at finde ud af om den er værdig til at arbejde for Organizationen. Efter dens fald tager Luxord sin hætte af og stjæler et par mønter fra det forbandede azteker-guld.
Senere i The World That Never Was, udfordre han Sora til en 1 mod 1 duel i et spil hvor det går ud på at få modstanderens tid ned på nul før ens eget. I sine sidste sekunder kalder han Sora for Roxas.

### XI Marluxia
Marluxia er det 11. medlem af Organisationen. Hans våben er en Le, og hans element er Flower (Blomst.)
Marluxia blev fundet af Xigbar, og derefter et medlem af Organisationen.
Efter at Roxas blev fundet af Xemnas, Begyndte Marluxia at planlægge et komplot mod Organisationen.
Han fik overtalt Larxene til at være med på ideen, og derefter blev Marluxia forfremmet til leder af Castle Oblivion. Hvor de fandt Naminé, endnu en brik Marluxia kunne bruge i sin plan. Xemnas sendte Marluxia, Larxene, Axel, Zexion, Lexaeus og Vexen til slottet. Marluxia, Larxene og Axel skulle overvåge slottets over etager, og de andre skulle overvåge under etagerne.
Efter Sora havde låst Mørkets Dør (Kingdom Hearts) viste Marluxia sig for ham og førte ham til Castle Oblivion. Marluxia forklarede Sora at alt i dette slot blev styret af kort. Også de forskellige verdener i Soras hukommelse. Senere forklare Marluxia mere men stopper da Axel dukker op og lader ham teste Sora. Marluxia dukker først op igen da Vexen har mistet kontrol over Riku Replica, og truer med at rapportere at hans eksperiment var et kæmpe flop til Xemnas, hvis han ikke selv gør det af med Sora. Vexen acceptere forvirret, han troede Marluxia skulle bruge Sora til sin store plan. Men efter Vexen havde testet Soras styrke, beordrede Marluxia at Axel skulle dræbe deres foræder.
Efter hele hans plan blev skudt i sænk af at Axel satte Naminé fri, blev han nødt til at starte forfra, han fangede Naminé igen, og gik stille og roligt til værks da Axel dukkede op for at fuldføre hans ordre til at dræbe alle forædere. Efter en kort kamp tilkaldte Marluxia Naminé, Axel skulle til at gøre sit job da Sora kom for at redde Naminé. Marluxia sendte Sora på Axel mens han selv kunne stikke af. Da Sora endelig kom op til Marluxia beordrede han Naminé at slette Sora hukommelse, for at han kunne være lige så meget værd som en dukke. "Præcis som den elendige imitation af Riku" siger Marluxia lige idet at Riku Replica kommer frem af ingenting og angriber ham. Nu blev Marluxia rigtig vred og gik alene mod Sora, Anders, Fedtmule og Riku Replica. Men det viser sig bare at være en silhuet af ham, Sora beder Riku Replica om at beskytte Naminé mens de gør det af med Marluxia.
I hans Kingdom Hearts 2 Final Mix kamp sætter Marluxia en Nedtælling over Soras hoved, som går ned hver gang Sora bliver ramt af Marluxias Le. Tallet på nedtællingen er lig med Soras nuværende level.
Marluxia er et af de få medlemmer med sit eget Tema: Graceful Assassin, Scythe of Petals og Lord of the Castle.
De andre medlemmer er Xemnas og Roxas.

### XII Larxene
Tekst mangler, hjælp os med at skrive teksten

### XIII Roxas
Roxas er den dreng man starter med at spille i Kingdom Hearts II. Han bor i Twilight Town sammen med hans venner Hayner, Pence og Olette. Da han kæmper mod en mystisk foto-stjæler viser det sig dog, at han er udvalgt af en Keyblade. Han møder pigen Naminé som af en eller anden grund kan stoppe tiden, og forklare Roxas at han er en Nobody, ligesom hende selv. Roxas er også den person som har skylden i, at Sora vågner op fra den dvale Naminé satte ham i. Næste gang man ser Roxas, er da Sora og Kairi mødes i The World That Never Was, hvor man så finder ud af at Naminé og Roxas er Kairi og Soras Nobodies. Man ser dem igen da at Sora og Riku vender tilbage til Destiny Islands sammen.

## Heartless
Heartless er hjerter, forstyrret og overtaget af ondskab, uden krop eller sjæl. De er i de fleste kampe og udfordringer som spilleren må igennem i Kingdom Hearts. De kommer i mange forskellige typer, kategoriseret som Pureblood eller Emblem. Emblem Heartless er kunstigt skabt og er mærket med et hjertesymbol. Pureblood Heartless er naturligt skabt, kulsorte små skabninger med lyse, gule øjne. I kontrast til de stærkest Nobodys der har menneskelig form, har mange af de stærke Heartless tager store, monstrøse former. De overtager normalt dem der vil kontrollere dem. Heartless'ernes metode til at træde ind i verdener, er at bruge The Corridors of Darkness, en uforudsigelig sti, der forbinder mange verdener.
Heartless blev skabt af eksperimenter ledt af Xehanort sammen med hans assistenter. Denne gruppe forstyrrede Radiant Garden før de gjorde klar til at rejse ud mellem verdenerne for at invadere og opsuge dem, en for en.

### Emblem Heartless
TIl at gå i dybden i sin research, opfandt Xehanort en maskine der kunne efterligne forholdene ved en Pureblood Heartless skabelse; testen løb succesfuldt, producerede en Heartless. For at kunne genkende disse nye Heartless, mærkede hans assistenter dem med et emblem (et hjerte). I kontrast til Pureblood Heartless der forsvinder ind til sort tåge nå de dør, er Emblem Heartless befriet nå de bliver dræbt af en Keyblade. Derefter svæver de tilbage til Kingdom Hearts.

### Pureblood Heartless
Pureblood Heartless; Kaldet en "Skygge" eller "Shadow" på engelsk, er den mest almindelige type af Heartless. Pureblood Heartless er forskellig fra Emblem Heartless, på manglen af hjertesymbolet, set på Emblem Heartless. Hver Pureblood Heartless består af det opsamlede ondskab af et ødelagt hjerte. De kommer i alle skikkelser, og det er en generel regel at jo større de bliver, jo stærkere bliver de. De søger konstant efter hjerter at opsuge, og vil stoppe alt bare for at få et. Når de opsuger et hjerte, ødelægger de det, og danner endnu en Heartless. De er tankeløse, men de kan blive kontrolleret af den "stærkeste". Der er mindre variation mellem Pureblood Heartless, end ved Emblem Heartless.

## Nobodies
Nobodies er skabninger uden hjerter. De er affald, født i The Realm Between Light and Darkness, og eksistere kun som krop og sjæl af mennesker der har tabt deres sjæl til ondskab. De vil have hjerter til at vælge det gode eller det onde, som de selv bliver hold væk fra, de er ingenting, ifølge Kingdom Hearts universet, men de eksistere stadigvæk. Modsat Heartless, angriber Nobodys mennesker med en grund, og de føler en trang til at blive "komplet" (komme tilbage i deres kroppe med deres tabte hjerter, men de vil gøre alt for at opsuge hvilket som helst hjerte, så de kan dulme deres følelse af ukomplethed. Medlemmerne af Organization XIII (Organisation 13) er de mest kraftfulde Nobodys, fordi de menneskers hjerter de blev født af, var stærke. Derfor har de beholdt menneskelig form, mens de svagere Nobodys er underlige, grålige skabninger, der er i stand til at strække og bøje deres krop. De fleste af medlemmerne i Organization XIII er i stand til at kontrollerer hver deres form for Nobodys (der er flere forskellige slags).
En Dusk er den mest normale form af Nobodys sammen med Creeper. De "højt rankede" Nobodys (Assassin, Berserker, Dancer, Dragoon, Gambler, Samurai, Sniper, and Sorcerer) er direkte tjenere af Oranization XIIIs medlemmer som de repræsenterer. Andre slags Nobodys inkluderer Twilight Thorn og forskellige slags af Nobody skibe.